# Markus Winter

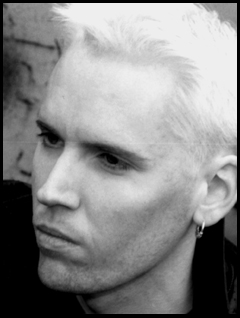
Markus Winter (2004)

Markus Winter (* 14. September 1973 in Düsseldorf) ist ein deutscher Autor, Musiker, Rollenbuch-Autor, Sänger und Komponist.

## Leben
1993 erschien sein erster Roman Der Rächer. Seitdem schreibt er in unregelmäßigen Abständen Kurzgeschichten für verschiedene Magazine und Verlage. 2006 schrieb er eine Folge für die mittlerweile eingestellte Europa-Hörspiel-Reihe DiE DR3i. Seit Sommer 2007 schrieb er für die deutschlandweit laufenden Fang den Mörder Theaterevents.
2009 bis 2013 erschien die von ihm geschriebene Hörspiel-Reihe Traumwandler. Von 2009 bis 2011 arbeitete er für die Romantruhe und betreute dort mehrere Hörspiel-Reihen als Autor, Regisseur und Tontechniker mit eigenem Tonstudio. Sein Label „WinterZeit AUDIOBOOKS“ veröffentlicht Hörbücher und Hörspiel-Reihen wie Sherlock Holmes Chronicles, Howard Phillips Lovecraft – Chroniken des Grauens, Der Butler, Ein Fall für die Rosen, Die schwarze Fledermaus, Larry Brent, Macabros Classics und Flavia de Luce.
Als Sänger der Band Hertzton veröffentlichte Winter seit 2002 drei Alben. Sein Soloalbum m.o.l.pro.ject. erschien 2010.
2016 erschien das zweite Album „The Flyer“ und 2018 ein drittes namens „We wear Black“.
2021 unterschrieb er bei Drakkar Entertainment und wird seine Musik fortan unter seinem Namen (abgekürzt: WINTER) veröffentlichen.
Markus Winter ist zudem journalistisch tätig und schreibt für Musik- und Hörbuchzeitschriften.
Winter lebte und arbeitete bis 2020 in seinem Tonstudio in Remscheid und seitdem in Husum.

## Hörspiele
- DiE-DR3i, Folge 08: Der Jahrhundertstein (Autor) – Silberner Hörspielaward (Hörspiel des Jahres 2007)
- Traumwandler (Autor)
- Geister-Schocker (Autor)
- Sherlock Holmes & CO (Autor und Produzent)
- Die Denkmaschine (Produzent)
- Vampir Gothic (Autor und Produzent)
- Ein Fall für die Rosen (Produzent)
- Dark Mysteries (Produzent)
- Sherlock Holmes Chronicles (Produzent)
- Howard Phillips Lovecraft – Chroniken des Grauens (Produzent, Autor, Musik)

## Diskographie
Von Hertzton sind folgende Alben erschienen:
- Hertzton – 2002
- SchattenTänzer – 2006
- Metamorphose – 2007

Vom M.o.l. Proj.ect. sind folgende Alben erschienen:
- m.o.l. project – 2010 (WinterZeit/Soulfood)
- The Flyer – 2016 (WinterZeit/Soulfood)
- We wear Black – 2018 (WinterZeit/Soulfood)

Als Winter veröffentlicht:
- Pale Horse – 2021 (Drakkar Entertainment)
- Looking Back – 2022 (WinterGothic)
- Fire Rider – 2022 (WinterGothic)
- Looking Further Back – 2023 (WinterGothic)

## Weblink
- Offizielle Website

| Personendaten    | Personendaten                                                    |
| ---------------- | ---------------------------------------------------------------- |
| NAME             | Winter, Markus                                                   |
| KURZBESCHREIBUNG | deutscher Autor, Musiker, Rollenbuch-Autor, Sänger und Komponist |
| GEBURTSDATUM     | 14. September 1973                                               |
| GEBURTSORT       | Düsseldorf                                                       |